# Floorball-Bundesliga (Frauen)
Die Damen Floorball-Bundesliga ist die höchste Spielklasse der Frauen von Floorball Deutschland und besteht aus acht Mannschaften.

## Geschichte
Die Sportart Floorball hat sich in Deutschland seit dem Ende der 1990er Jahre strukturell soweit entwickelt, dass bereits unter dem Dach des Deutschen Unihockey Bundes (DUB) (heute: floorball deutschland) Herren als auch bei den Damen Bundesligen auf dem Großfeld entstanden sind, in denen jährlich wiederkehrend Deutsche Meister ausgespielt werden. Im Jahr 2010 wurde die Sportart und damit auch die Bundesligen auf den international üblichen Begriff Floorball umbenannt.

## Mannschaften 2025/26
- MFBC Leipzig (Meister, Pokalsieger und Hauptrundenerster)
- ETV Lady Piranhhas Hamburg
- Dümptener Füchse
- SSF Dragons Bonn
- UHC Sparkasse Weißenfels
- Red Devils Wernigerode
- Floorball BB United
- Floor Fighters Chemnitz (Aufsteiger)